# Gimkana pazza
Gimkana pazza (Flash and the Firecat) è un film del 1975 diretto da Ferd Sebastian e Beverly Sebastian.

## Trama
Una banda di ladri si serve dei dune buggy per realizzare una grande rapina.

## Distribuzione
In Italia Flash and the Firecat fu trasmesso con il titolo Gimkana pazza dal circuito nazionale tv Rete A.

## Curiosità
Il titolo della canzone che accompagna l'incipit e i titoli di coda del film è l'hit di successo Nothing From Nothing (B. Preston-B. Fisher) del cantante Billy Preston, tratto dall'album The Kids and Me (A&M Records, 88 337 IT) del 1974.

## Attori
Del cast facevano parte anche:
- Link Wyler, #2 Deputy
- Ben Sebastian, Boy Given Ticket
- Charles A. Tamburro (come Chuck Tamburro), Helicopter Pilot
- Walley Pauley, Bank Guard
- Daniel Morrow, 1st Football Player
- Henry Bauer, 2nd Football Player